# 毛塚幹人
毛塚幹人（けづか みきと、1991年2月19日 - ）は日本の元財務官僚。前つくば市副市長。

## 来歴
栃木県宇都宮市生まれ、宇都宮市立陽東小学校から宇都宮大学共同教育学部附属中学校、栃木県立宇都宮高等学校、東京大学法学部卒業。大学時代は川人博ゼミ（弁護士とともに法と人権を考えるゼミ）で学生責任者を務めた。
ビラ配りなどの単純作業ではなく、学生の活力を生かしている政治家のもとでインターンをしたいと、2012年10月のつくば市長選に出馬した五十嵐立青の選挙事務所に選挙戦や政策等のプラン持参で手伝いに行く。この選挙では五十嵐は落選したが、その後も数ヶ月に1回会うなど交流を続けていた。
2013年 財務省に入省。地方自治に関心があったため、総務省かと悩んだが、総務省は自治行政のプロフェッショナル集団だからこそ、同じ関心を持つ自分が付加価値を出すには違う視点を持っていたほうがいいと考え、税や社会保障を含めたマクロな財政を担う財務省を選んだ。国際局国際機構課企画係に配属し、G20を担当した。その後は近畿財務局勤務を経て主税局総務課では税制改正に関わる。2017年に財務省を退官。
2016年11月のつくば市長選で当選した五十嵐より、副市長就任依頼がきた。財務省在籍のまま出向することもできたが、退官し任期の4年間で結果を出す覚悟を持って、2017年4月つくば市の副市長に就任。政策企画、財政、経済振興、保健福祉、市民連携などを担当。2021年3月に任期満了で退任。
退任後は宇都宮市に戻り、個人事業として地方自治体の政策立案や職員育成支援業務を開始。2021年12月の那須塩原市に続き、2022年1月にさくら市の市政アドバイザーに就任。宇都宮市内外にて地域密着のまちづくり活動を行う。
2024年6月11日、栃木県庁で記者会見し、同年11月27日で任期満了となる宇都宮市長選に無所属で立候補すると表明。